# 쑨루이 (무용가)
쑨루이(중국어 간체자: 孙锐, 정체자: 孫銳, 병음: Sūn Ruì, 1984년 11월 9일 ~ )는 중국의 무용가이다. 베이징 무도학원 청년극단 소속 무용가, 베이징 현대 무용단 소속 무용가로 활동했다.

## 생애 초반
쑨루이는 6세 시절에 무용 연습을 시작했고 10세 시절에 베이징 무도학원 중등부 과정에 입학했다. 쑨루이는 자신의 고향인 후베이성 우한시에서 멀리 떨어진 베이징시에 위치한 학교에 다니기 위해 가족을 떠나 혼자서 살았는데 가족들 사이에 태어난 유일한 아이로서 쑨루이와 가족 모두에게 큰 결정이었다. 쑨루이는 기나긴 외로움과 힘든 학교에서의 훈련에서 살아남았고 중국 최고의 무용 아카데미 가운데 하나인 베이징 무도학원에서 중국 고전 무용 학사 학위를 취득했다.

## 자동차 사고
쑨루이가 첫 전국 무용상을 수상한 지 몇 달이 지나지 않아서 비극이 엄습했다. 쑨루이와 동료 후배 무용가들은 2001년 2월에 열린 베이징 무도학원 중등부의 미국 순회 공연에 참가하던 도중에 교통 사고를 당했다. 쑨루이는 비극적인 자동차 사고에서 살아남았지만 골반이 골절되는 부상을 당했다. 골반은 무용가에게 있어서 중요한 신체 부위였기 때문에 쑨루이의 무용 경력 또한 마감하는 것처럼 보였지만 포기하지 않았다. 쑨루이는 기나긴 고통스러운 재활과 훈련 끝에 다시 무대에 섰고 다양한 국내외 무용 경연 대회 시상대를 향한 여정이 재개되었다.

## 경력
쑨루이는 2005년에 베이징 무도학원을 졸업하고 베이징 무도학원 청년극단에 고전 무용가로 데뷔했다. 2008년에는 베이징 현대 무용단에 입단했다. 그의 뛰어난 춤 실력과 스타일 때문에 쑨루이는 국내외적으로 수많은 공연에 모습을 드러냈다.

### 중국 국내 무용 공연
- 2005년 9월: 제17회 다롄 패션 페스티벌 무용 작품 《봉황의 노래》(鳳鳴和祥) 리드 댄서
- 2006년 1월: 베이징 텔레비전 춘제 갈라쇼 무용 작품 《청춘 멜로디》(青春旋律)
- 2006년 1월: 중국 문화부 텔레비전 춘제 갈라쇼 무용 작품 《봄의 정열》(春的激情)
- 2006년 7월: 중국중앙텔레비전(CCTV) 중국 예술학교 합동 갈라쇼 《졸업의 노래》(畢業歌)
- 2006년 12월 ~ 2007년 4월: 베이징 무도학원 청년극단 한나라풍 무용시 《큰 바람의 노래》(大風歌) - 범증(范增) 역할
- 2007년 5월: 《전설의 바위, 화산의 감정》(巨石傳奇·情動華山) 야간 공연 무용 작품 《대나무와 소나무》(竹松) 리드 댄서
- 2007년 11월: 제8회 중국 예술제 개막식 무용 작품 《천지화합》(天地和合) 리드 댄서, 제8회 중국예술제 개막식
- 2008년 3월: 베이징 무도학원 무용극 《당완》(唐琬)
- 2008년 5월: 《원촨 대지진 야간 자선 공연》 무용 작품 《까치 다리 신선》(鵲橋仙), 《송나라의 시와 노래》(宋人弦歌)[4]
- 2008년 11월: 《예술학교 춤의 영혼 공연 주간》 솔로 무용 작품 《황허의 외침》(長河吟)
- 2008년 11월: 《중국 개혁개방 30주년 기념 무도회》 솔로 무용 작품 《바다의 물결》(海浪)
- 2008년 12월: 《제6회 베이징 국제극장 무용제》 베이징 현대 무용단의 현대 발레 드라마 《공간일기》(空間日記)
- 2009년 1월: 《2009년 중국중앙텔레비전 춘제 연환만회》 무용 작품 《꽃을 향한 나비의 사랑》(蝶戀花) 리드 댄서
- 2009년 2월 ~ 2009년 4월: 베이징 현대 무용단의 현대 무용극 《놀라운 꿈》(驚夢) - 류멍메이(柳夢梅) 역할[5]

### 국제 무용 공연
- 2005년 11월: 《2008년 베이징 하계 올림픽 D-1000 카운트다운 및 올림픽 마스코트 공개 행사》 무용 공연 《중국의 북춤》(鼓舞中國) - 중국 베이징 공연
- 2007년 5월: 베이징 무도학원 청년극단의 오스트레일리아 시드니 투어
- 2007년 8월: 베이징 무도학원 청년극단의 일본 투어
- 2007년 12월: 《중국의 특별한 영혼상 및 엔터테인먼트 쇼》 솔로 무용 작품 《분장을 통한 등장》(粉墨登場) - 중국 상하이 공연
- 2008년 5월: 제60회 프랑스 칸 영화제 《중국의 밤 공연》 솔로 무용 작품 《분장을 통한 등장》(粉墨登場)
- 2008년 12월: 베이징 현대 무용단의 현대 발레 드라마 《공간일기》(空間日記) - 아랍에미리트 공연

## 무용 스타일
쑨루이의 무용 스타일은 독특하고 뛰어나다는 평가를 받았다. 183cm의 키에 유연한 몸매를 통해 춤에 힘과 유연성을 동시에 발휘할 수 있었는데 일부에서는 오랜 훈련으로 인해 형성되었다고 여겨졌다. 그 외에도 자신의 고전 무용에 리듬 체조와 발레를 혼합해서 더욱 미적으로 만들었다. 쑨루이는 또한 현대 무용에 탁월한 능력을 가졌다는 평가를 받았다.

## 수상

### 중국 고전 무용
쑨루이는 어린 시절부터 동료 고전 무용가들보다 두각을 나타내기 시작했고 전국 대회에서 많은 상을 수상하였다. 16세 시절이던 2000년에는 중국 최고 수준의 무용 경연 대회 가운데 하나인 제6회 도리배(桃李杯) 무용 경연 대회에 참가하여 고전 무용 부문에서 청소년 그룹 은메달을 획득했다. 특히 해당 대회에서 쑨루이가 맡은 어린 소년 역할은 매우 성공적이어서 중국의 많은 청소년들이 나중에 열린 모든 종류의 무용 경연 대회에서 그의 무용 작품을 따라하기도 했다.
2003년에 열린 제7회 도리배 무용 경연 대회에서는 《대나무의 꿈》(竹夢)이라는 무용 작품을 통해 고전 무용 부문에서 성년 그룹 은메달을 획득했다. 2005년에 열린 제3회 중국중앙텔레비전(CCTV) 무용 경연 대회에서는 또다른 버전의 《대나무의 꿈》(竹夢)이라는 작품을 통해 고전 무용 부문에서 은메달을 획득했다. 2005년에 중국문학예술계연합회·중국무용가협회 공동 주최로 열린 제5회 중국 무도 하화장에서는 자신의 무용 작품인 《매화》(梅)를 선보였는데 고전 무용 부문에서는 동메달을, 공연 부문에서는 금메달을 수상했다.

### 현대 무용
쑨루이는 고전 무용 이외에도 현대 무용과 관련된 상을 받았다. 2007년에 중국 문화부 주최로 열린 제7회 전국무도대회에서는 자신의 솔로 무용 작품인 《황허의 외침》(長河吟)을 통해 중국 최고의 무용가에게 수여하는 상인 문화장(文華奬)을 수상했다. 2008년에 이탈리아 국립 무용 아카데미 주최로 열린 제7회 이탈리아 프레미오 로마 국제 무용 콩쿠르에서는 현대 무용 부문에서 1위를 차지했고 현대 무용 결선 부문에서 종합 3위를 수상했다.

## 인기
쑨루이는 무용 커뮤니티와 무용 팬들로 구성된 소규모 그룹 내에서 잘 알려져 있었지만 그의 이름은 오랫동안 중국의 관객들에게 친숙하지 않았다. 쑨루이는 2009년 1월에 방송된 중국중앙텔레비전(CCTV) 춘제 연환만회에서 등장한 무용 작품 《꽃을 향한 나비의 사랑》(蝶戀花)에서 리드 댄서로 발탁되었다. 쑨루이의 연기는 나비의 삶과 꽃에 대한 사랑을 보여주었다. 《꽃을 향한 나비의 사랑》은 전국 관객들의 투표를 통해 《2009년 중국중앙텔레비전 춘제 연환만회》의 "내가 가장 좋아하는 춤과 노래 쇼"로 선정되는 영예를 안았다. 이를 계기로 쑨루이의 인기는 무용 커뮤니티와 무용 팬에서 점점 더 많은 중국의 관객으로 확대되었다.

## 그 외의 활동
- 《황허의 외침》 (무용가: 쑨루이, 2007년), 베이징 무도학원 저널[10]
- 《중국 고전 무용의 칼춤 과정》 VCD (편집자: 후웨이, 초청 무용가: 쑨루이)[11]
- 베이징 무도학원 중등학교 기초 연수 교사 (2007년 ~ 2008년)